# Bandidus vafer
Bandidus vafer is een insect uit de familie van de mierenleeuwen (Myrmeleontidae), die tot de orde netvleugeligen (Neuroptera) behoort. 
Bandidus vafer is voor het eerst wetenschappelijk beschreven door Walker in 1853.